# Tunnel Ejpovice
Der Tunnel Ejpovice, tschechisch Ejpovický tunel, ist ein Eisenbahntunnel der Bahnstrecke Praha-Smíchov–Furth im Wald in Tschechien. Seinen Namen trägt er nach dem nahen Ort Ejpovice. Seit seiner Inbetriebnahme im Dezember 2018 ist er mit über vier Kilometern der längste Eisenbahntunnel des Landes.

## Lage
Der Tunnel liegt zwischen dem Bahnhof Ejpovice und der Haltestelle Plzeň-Doubravka auf dem Kataster von Pilsen sowie Kyšice u Plzně. Der 4150 Meter lange Tunnel ist das Kernstück einer 6,4 Kilometer langen Neubautrasse. Damit ist die Strecke etwa sechs Kilometer kürzer. Der westliche Teil der Altstrecke zwischen Plzeň-Doubravka und Chrást u Plzně wurde aufgegeben und in einen Bahntrassenradweg umgebaut. Der östliche Teil wurde in die bisherige Bahnstrecke Chrást u Plzně–Stupno integriert, die nun nominal in Ejpovice beginnt.

## Bau
Bei Bau der beiden Röhren kam eine Tunnelvortriebsmaschine des Herstellers Herrenknecht zum Einsatz, mit der bis zu 182 Meter pro Woche vorgetrieben wurden. Für den Bau wurden umgerechnet 26 Millionen Euro investiert.
Sei der Inbetriebnahme ist er der längste Eisenbahntunnel in Tschechien. Dieses Prädikat hatte vorher der 2007 eröffnete Tunnel Droužkovice mit einer Baulänge von 1758 Metern an der Bahnstrecke Praha–Chomutov getragen.
Die Neubaustrecke verkürzt die Fahrt zwischen den Städten Plzeň und Rokycany von vorher zwanzig auf elf Minuten. Der Tunnel ist für 200 km/h ausgelegt, die Streckengeschwindigkeit ist aber bislang auf 160 km/h beschränkt. Die Zugbeeinflussung LS lässt im tschechischen Streckennetz keine höheren Geschwindigkeiten als 160 km/h zu. Mit dem stufenweisen Ausrollen von ETCS werden höhere Geschwindigkeiten möglich.
Auf der Neubaustrecke dürfen – erstmals in Tschechien – ausschließlich Züge mit GSM-R-Ausrüstung verkehren. In Wagen mit offenen Toilettensystemen muss das Zugpersonal die Toiletten vor der Tunnelpassage verschließen.

## Zwischenfälle
Am Abend des 15. Januar 2020 brach in den ersten beiden Wagen des Schnellzuges Ex363 „Západní expres“ von München nach Prag ein Brand aus, wobei der Zug nach einer Notbremsung im Tunnel zum Halten kam. Zwei Fahrgäste wurden leicht verletzt, das Zugbegleitpersonal konnte den Brand löschen. Nach Angaben der staatlichen Eisenbahninfrastrukturverwaltung Správa železnic muss noch geklärt werden, warum der Zug trotz Notbremsüberbrückung im Tunnel zum Halten kam. Die 38 Fahrgäste und das Zugpersonal wurden über die zweite Tunnelröhre in Sicherheit gebracht. Es entstand Sachschaden in Höhe von 12.000 Euro.